# Yukitsuri
Yukitsuri (jap. 雪吊) – w Japonii, liny zabezpieczające zimą gałęzie drzew i krzewów przed złamaniem pod ciężarem śniegu.

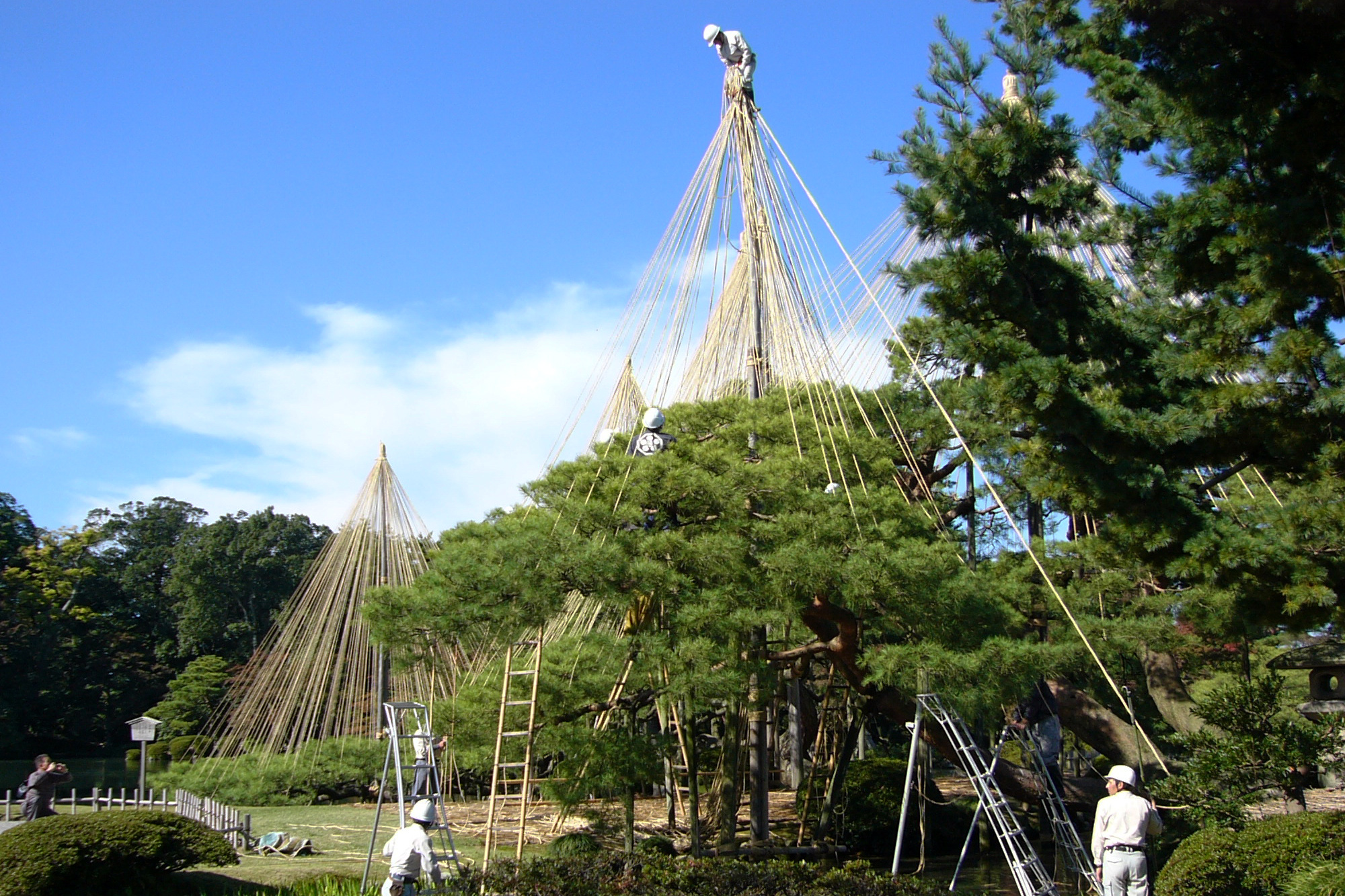
Yukitsuri w Ogrodzie Kenroku

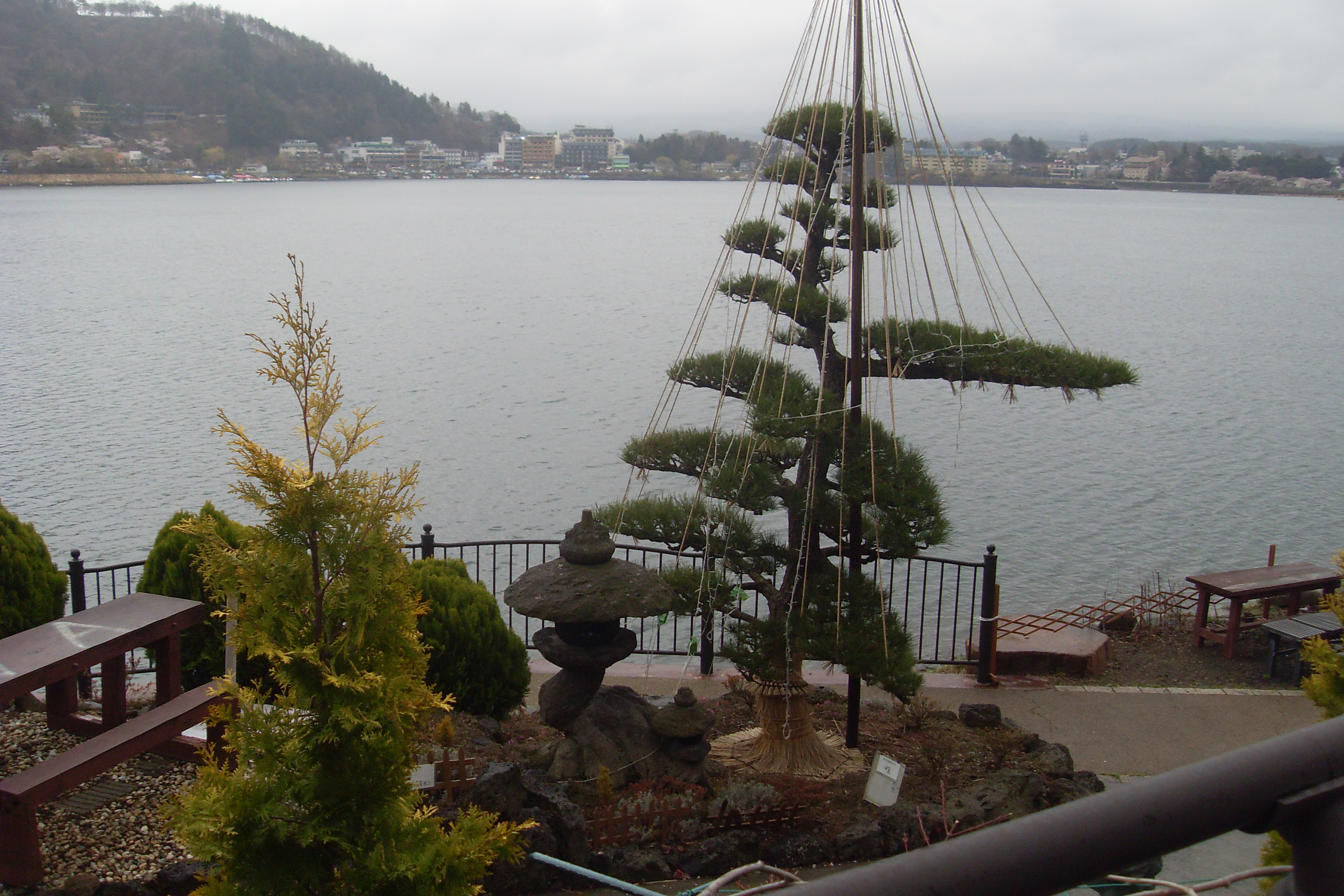
Yukisuri nad jeziorem Kawaguchi

Liny przywiązane są do słupa postawionego obok konaru drzewa i opadają promieniście, okalając całą roślinę. Drugi koniec liny przywiązuje się do gałęzi w odpowiednich miejscach. W przypadku wysokich drzew stosuje się jedno yukitsuri (także: yukizuri) na jedno drzewo. Przy niskich drzewkach i krzewach jedno yukitsuri zabezpiecza od 3 do 4 roślin.
Yukitsuri wywodzi się od ringotsuri (jap. リンゴ吊), które zostało wynalezione w okresie Meiji, kiedy to w Japonii rozpoczęto uprawę jabłoni i zaistniała potrzeba ochrony gałęzi przed złamaniem pod ciężarem owoców. Yukitsuri bywają wykorzystywane w celach estetycznych w parkach krajobrazowych. Drzewa oplecione yukitsuri tworzą unikatowy zimowy krajobraz.
Najsławniejsze yukitsuri w Japonii można spotkać w okresie od 1 listopada do 15 marca w ogrodzie Kenroku, w mieście Kanazawa.